# شهریار عدل
شهریار عدل (۱۴ بهمن ۱۳۲۲ - ۳۱ خرداد ۱۳۹۴ ) باستان‌شناس، کارشناس تاریخ هنر و معماری ایرانی و کارشناس پرونده‌های ثبت میراث جهانی در ایران بود.

## زندگی‌نامه
شهریار عدل، فرزند احمدحسین عدل و هما ضیاالملوک والی، در سال ۱۳۲۲ در تهران به دنیا آمد. اجداد پدریش از اهالی تبریز و اجداد مادری از بسطام بودند. او در سال ۱۳۳۸ برای ادامه تحصیل به پاریس رفت. و تحصیلات دانشگاهی خود را در مدرسه عالی علوم تاریخی در سوربن و همچنین در رشته تاریخ عمومی هنر، باستان‌شناسی مشرق‌زمین و تاریخ هنرهای دوره اسلامی در مدرسه موزه لوور به پایان رساند. عنوان پایان‌نامه‌اش در دانشگاه سوربن فتوحات همایون بود که به تاریخ جنگ‌های شاه عباس در خراسان و فتح هرات می‌پرداخت.
عدل در سال ۱۹۷۶ به عضویت مرکز ملی پژوهش‌های علمی فرانسه (اختصاری CNRS) بزرگترین سازمان علمی-پژوهشی فرانسه درآمد.
وی هم‌چنین ریاست کمیته بین‌المللی تدوین تاریخ آسیای میانه در یونسکو را به عهده داشت.
وی با کوشش بسیار تخت جمشید، چغازنبیل و میدان نقش جهان اصفهان را در فهرست میراث فرهنگی جهان یونسکو به ثبت رساند.عدل بخشی از فیلم‌های بجا مانده از دوران قاجار را از خطر نابودی نجات داد و آن‌ها را برای مرمت و بازیافت به فرانسه برد.
در تاریخ ۱۳ مهر ۱۳۸۸ دبیرکل یونسکو مدال فرهنگ جهانی یونسکو موسوم به پنج قاره را به شهریار عدل اهدا کرد.
عدل همچنین از اعضای هیئت تحریریه مجله استودیا ایرانیکا بود که از ابتدای دهه ۷۰ میلادی در فرانسه منتشر می‌شود و دیگر اعضای تحریریه آن افرادی چون ژیلبر لازار، پل برنار، ژان کالمار، یان ریشار و فیلیپ ژینیو بودند.

### درگذشت[۱۱]
شهریار عدل در ۳۱ خرداد ۱۳۹۴ به دلیل ایست قلبی در شهر پاریس درگذشت.
در ابتدا مقرر بود که پیکرش پس از انتقال به تهران، در قطعه نام‌آوران بهشت زهرا به خاک سپرده شود.
ولی در روز یکشنبه ۷ تیر ۱۳۹۴ در مراسم تشییع جنازه وی که در محوطه موزه ملی ایران صورت گرفت، کامران عدل برادر شهریار عدل اعلام کرد که با توجه به اینکه هنوز موافقت نشده‌است که پیکر شهریار عدل در محوطه‌ای باستانی دفن شود، پیکر او به صورت امانت در بهشت زهرا نگهداری می‌شود.
در نهایت و با توجه به منع قانونی دفن افراد در محوطه‌های تاریخی، صبح روز دوشنبه ۸ تیرماه ۱۳۹۴ پیکر شهریار عدل در قطعه نام‌آوران بهشت‌زهرا دفن شد.

## کتابشناسی
- تهران پایتخت دویست ساله-مجموعه مقالات
- هنر و جامعه در جهان ایرانی

## از نگاه دیگران
مسعود سلطانی‌فر رئیس سازمان میراث فرهنگی، صنایع دستی و گردشگری در واکنش به مرگ شهریار عدل گفت او بی‌هیچ توقعی عمر گران بهای خویش را در راه اعتلاء و سربلندی ایران مصروف کرد.
محمد بهشتی رئیس پژوهشگاه سازمان میراث فرهنگی و گردشگری اعتقاد دارد هر گوشه‌ای که نگاه می‌کنیم رد پایی از وی را می‌بینیم. او مانند یک نسیم در حوزه میراث فرهنگی حاضر بود.
مهدی حجت نیز شهریار عدل را فردی توصیف کرد که فوق‌العاده به بلندی نام ایران و اینکه آثار ایران به دقت مراقبت و حفاظت شود، توجه داشت.
داریوش شایگان در گفتگویی پس از مرگ عدل با بیان خدمات شهریار عدل به ایران و آثار تاریخیش، اضافه کرد که آدم خیلی مهمی را از دست دادیم مرگ او را من به ملت ایران تسلیت می‌گویم.
علیرضا تابش (مدیرعامل بنیاد سینمایی فارابی) نیز طی پیام تسلیتی تلاش شهریار عدل جهت یافتن و مرمت و معرفی فیلم‌های زمان مظفرالدین‌شاه قاجار را افکندن پرتویی نو بر آغاز تاریخ سینمای ایران دانست.
علیرضا رزم‌حسینی استاندار کرمان نیز تأکید کرد که مردم استان کرمان هرگز زحمات و خدمات ارزنده شهریار عدل را در دوران پس از زلزله دهشتناک بم و ثبت ارگ تاریخی و منظر فرهنگی شهر بم در فهرست میراث جهانی یونسکو را فراموش نخواهند کرد.
محمد فرهادی، وزیر علوم و تحقیقات نیز در پیام تسلیتش اظهار امیدواری کرد که پژوهشگران با شناخت ابعاد گوناگون شخصیت شهریار عدل، راه او را در شناخت و صیانت از فرهنگ و میراث تمدنی ایران ادامه دهند.
ایرینا بوکووا مدیرکل یونسکو در نامه تسلیتی به سفیر ایران در یونسکو ضمن برشمردن سابقه همکاری شهریار عدل با یونسکو اعلام کرد که فقدان پروفسور عدل و جای خالی او برای یونسکو سنگین و عمیق خواهد بود.